# Jacek Bednarek (muzyk)

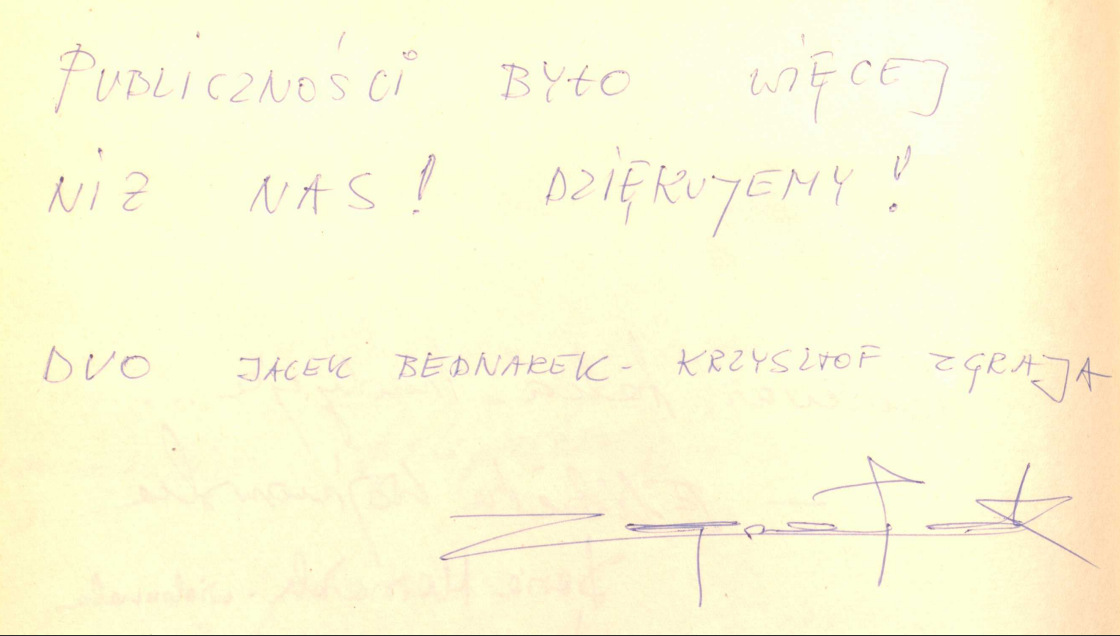
Wpis zespołu DUO do Kroniki Klubu Związków i Stowarzyszeń Twórczych, Katowice, 30 kwietnia 1981

Jacek Bednarek (ur. 10 maja 1944 w Bydgoszczy, zm. 29 kwietnia 1990 tamże) – polski kontrabasista jazzowy i filharmoniczny, kompozytor.

## Działalność muzyczna
Muzyką interesował się już od dziecka – uczył się grać na fortepianie i akordeonie, a w Liceum Muzycznym – na trąbce. Ostatecznie jednak szkołę tę ukończył w klasie kontrabasu. Już w szkole średniej zainteresował się jazzem.
Podczas nauki w liceum związał się z bydgoskim klubem „Salamandra” i zaczął grać z jego muzykami: Bogdanem Ciesielskim (piano), Andrzejem Przybielskim (trąbka), Ryszardem Gromkiem (perkusja) i Zdzisławem Szczuraszkiem (klarnet). Potem – w 1963 roku – założył własny zespół. Wystąpił z nim na Studenckim Festiwalu Jazzowym Jazz nad Odrą we Wrocławiu w roku 1964. Zdobył na nim wyróżnienie w kategorii „solista”, a dwa lata później (1966) na tym samym festiwalu I Nagrodę otrzymał cały zespół (trio Od Nowa w składzie: J. Bednarek, flecista Henryk Łysiak, perkusista Janusz Trzciński), a sam Bednarek zdobył II Nagrodę Indywidualną.
W tym czasie był on też muzykiem Filharmonii Pomorskiej, od 1965 – koncertmistrzem Opery Bydgoskiej.
Jako zdolny muzyk otrzymał stypendium zagraniczne i w 1966 roku wyjechał do Paryża (Francja). Po powrocie wraz ze swoim zespołem wystąpił na Międzynarodowym Festiwalu Jazzowym Jazz Jamboree w Warszawie (1966). W kolejnych latach (1967–1974) również brał udział w tym prestiżowym festiwalu jako muzyk różnych zespołów (Jerzego Miliana, Andrzeja Przybielskiego, Formacją Muzyki Współczesnej Andrzeja Kurylewicza, triem Jana Fryderyka Dobrowolskiego), a także z własnym zespołem – polsko-niemieckim triem, w którym grali Dieter Schefer na saksofonie altowym oraz Paul Lovens na perkusji.
W roku 1969 nawiązał współpracę z Teatrem Narodowym w Warszawie, gdzie tworzył muzykę do inscenizacji Adama Hanuszkiewicza.
Grał też ze swym pierwotnym zespołem, w którym zamiast Henryka Łysiaka pojawił się trębacz Stanisław Cieślak. W składzie tym trio odniosło kolejny sukces, tym razem na konkursie w Zurychu. Bednarek został też zauważony na innych konkursach i festiwalach muzyki jazzowej, m.in. w Belgii i Francji.
Od roku 1974 grał w niemieckim zespole Virgo. W 1977 z kolei nawiązał współpracę z Krzysztofem Zgrają, flecistą, tworząc z nim Duo Bednarek-Zgraja. Duet ten współpracował później z polsko-hiszpańskim zespołem Flamenco Inspiration, towarzyszącym tancerce flamenco Ninie Corti (grali tam: Daniel Corti na skrzypcach, Jerzy Bratz i Willi Kotoun na instrumentach perkusyjnych oraz Josemaria Molero i Luis Pastor na gitarach).
Bednarek współpracował także z wieloma innymi muzykami, wśród których znaleźli się m.in.: Jan Daszek, Henryk Stanoszek, Adam Makowicz, Zbigniew Namysłowski, Jan Ptaszyn Wróblewski, Tomasz Stańko.
Partnerował takim sławom jazzu jak Coleman Hawkins, Jack Dupree, Albert Mangelsdorff, Albert Nicolas. Pokazywał się także jako gościnny muzyk na Festiwalach Piosenki w Opolu.
W latach 70. XX wieku stworzył też ilustracje muzyczne do filmów fabularnych w reżyserii Janusza Kijowskiego Indeks (1977) oraz Kung-fu (1979).
Występował w wielu krajach Europy Zachodniej (Belgia, Francja, Hiszpania, RFN, Szwajcaria), a także w Algierii, Maroku, Japonii oraz w licznych krajach obu Ameryk (m.in. na Kubie).
Był cenionym muzykiem sesyjnym, rozchwytywanym przez liderów zespołów jazzowych, którzy chcieli nawiązać z nim współpracę.

## Nagrody i wyróżnienia
- 1963 – I miejsce na Ogólnopolskim Festiwalu Wiolonczelistów i Kontrabasistów (Bydgoszcz)
- 1964 – wyróżnienie dla solisty na Studenckim Festiwalu Jazzowym Jazz nad Odrą (Wrocław)
- 1966 – I Nagroda w kategorii "zespół jazzu nowoczesnego" dla tria Od Nowa na festiwalu jw.
- 1966 – II Nagroda Indywidualna na festiwalu jw.
- 1967 – II Nagroda dla zespołu na Międzynarodowym Konkursie Jazzowym (Zurych, Szwajcaria)
- 1967 – I Nagroda w kategorii solistów na konkursie jw.
- 1968 – wyróżnienie na przeglądzie jazzowym (Bruksela, Belgia)
- 1972 – Grand Prix na Festiwalu Improwizacji (Lyon, Francja)

## Dyskografia
- Zwycięzcy festiwalu Jazz nad Odrą '66 (LP, Muza PJ nr 10, XL-0363)
- A. Kurylewicz Contemporary Music Formation (LP, Apollo)
- J. Milian Trio (LP, Muza PJ nr 17)
- New Faces in Polish Jazz (LP, Muza PJ nr 20)
- J.F. Dobrowolski & J. Bednarek (LP, NJA)
- Jan Fryderyk Dobrowolski & Jacek Bednarek – At The New Jazz Meeting Altena (JG-Records)[2]
- Dobrowolski-Bednarek: Art of Improvisation (LP, Muza)
- Bednarek-Zgraja (LP, JG Rec.)
- Zgraja-Bednarek Live in Hannover (LP, PolJazz PSJ-160)
- K. Zgraja: Laokoon (LP, Muza PJ nr 64)
- Bednarek-Zgraja: Walking Colour (LP, PolJazz PSJ-96)
- La Quinta (LP, NCR; z zespołem Flamenco Inspiration)
- Geomusic III PL (LP, PolJazz)[3]

## Najważniejsze kompozycje
- Ballada
- Bulerias
- Forum
- Pajaritos
- Pieśń starego Dżeka
- Sinquiryas